# 动物世界 (电视节目)
《动物世界》（英語：Animal World）是中国中央电视台自1981年起推出的一档电视节目，内容多取材于外国自然纪录片，主要为野生动物的相关知识和纪录观察，兼具科学普及和休闲性质，拥有稳定的收视群体。该栏目早期一直由当时的《新闻联播》主播赵忠祥长期担任播音员。

## 节目历史
节目于1981年12月31日在央视综合频道《新闻联播》之后的黄金时段首播，两周播出一期，每期20分钟，早期播出素材取自美国导演比尔·巴拉德的《Animal World》（动物世界）和1970年代英国纪录片《The World of Survival》（生存者的世界）。1985年改为7月改为每周播出一期。节目初期，《动物世界》解说由央视播音组负责，其中赵忠祥凭借富有感情的独特播音风格脱颖而出，成为《动物世界》的招牌播音员。
1994年5月，《动物世界》停播，原班人马转向制作另一档节目《人与自然》。1999年，《动物世界》重新在央视电视剧频道黄金时段播出，后来又被转至央视综艺频道首播，2010年因央视综艺频道改版而重返央视综合频道首播，现播出时间固定在每日凌晨综合频道《晚间新闻》重播之后播出。（2011年8月起该栏目曾进入央视军事农业频道播出，后因2019年8月频道改版分家而取消播出。）
2022年12月31日，本节目播出最后一期，停播后该节目与《人与自然》合并。

## 配乐
片头曲截取于法国Space乐队的《Just Blue》，片尾曲则是来自英国/澳大利亞Sky乐队的《Westway》。